# Sinaloa (Band)
Sinaloa ist eine US-amerikanische Emocore-Band aus Somerville, die in einer Besetzung ohne Bassisten spielt.

## Geschichte
Die Band wurde 2002 von den drei Freunden Pete Zetlan, Brendan Campell und Luke Pearson gegründet. Nach einigen Namensänderungen nannte sich die Band schließlich Sinaloa, nach einem Graffiti im Flur eines Hauses, in dem drei eine Zeitlang wohnten. Nach einigen Veröffentlichungen folgte 2006 ein Split mit der Screamo-Band  Ampere. Die Band tourte oft durch die Vereinigten Staaten, ab 2009 aber auch durch Europa, etwa mit Ampere, aber auch im Frühjahr 2008 als Headliner.

## Stil
Stilistisch spielt die Band typischen Emo, wobei der Sound der Band insgesamt etwas ruhiger und experimenteller ist. Der fehlende Bass im Sound der Band ist wohl die markanteste Besonderheit.

## Diskografie
- 2003: Fathers and Sons (Chernobyl Media)
- 2004: Split-EP mit Wolves (Clean Plate Records)
- 2005: Footprints on Floorboards (Waking Records)
- 2006: Split Recording (Split-Album mit Ampere, Ebullition Records)
- 2008: Oceans of Islands (Level Plane Records)
- 2008: Split-EP mit Daniel Striped Tiger (Clean Plate Records)
- 2009: Chapel & Basement (kein Label)
- 2010: Sinaloa (EP, Adagio830)